# アメリカ合衆国のニュース・メディア

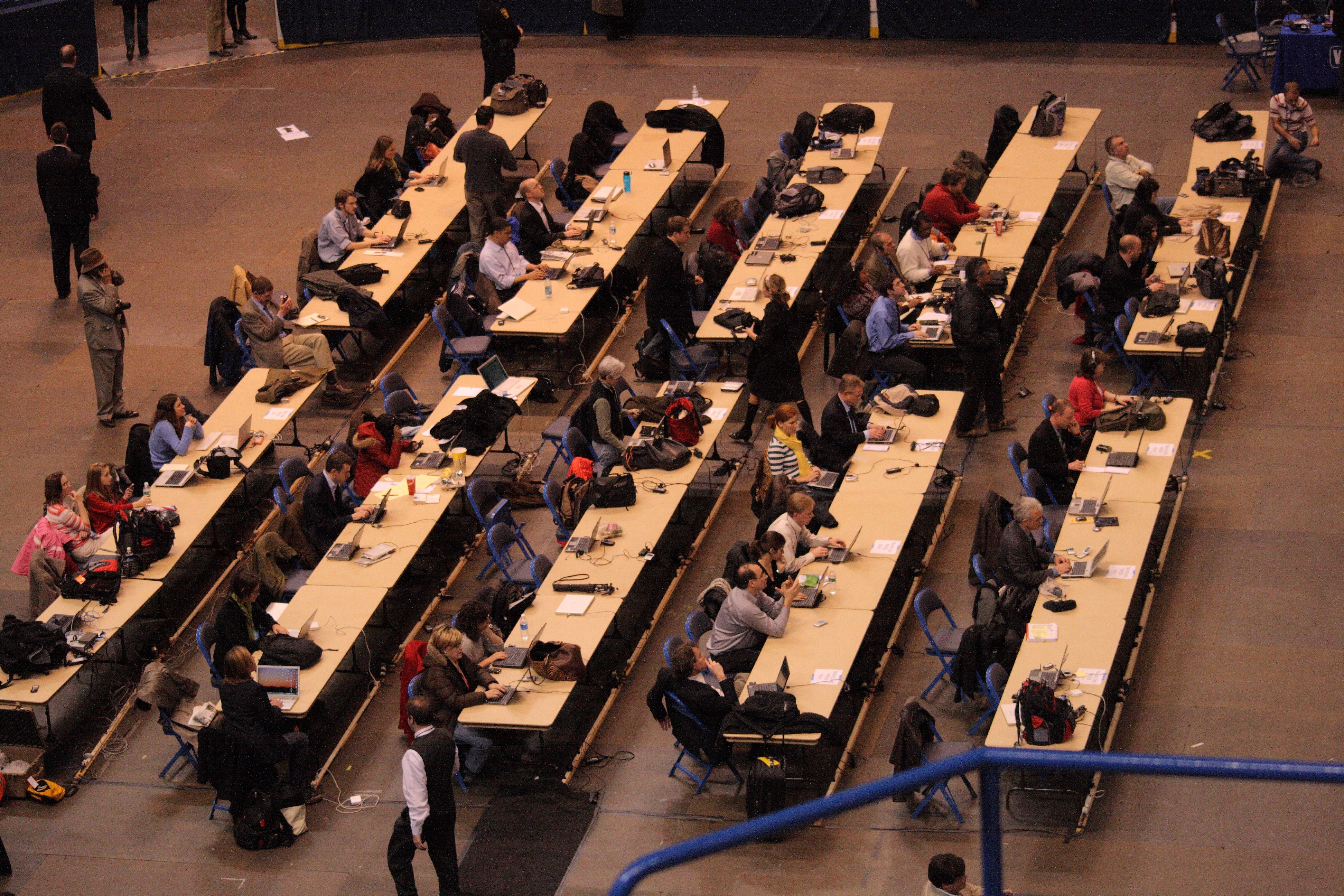
2008年2月のバラク・オバマの選挙戦を取材するメディア

アメリカ合衆国のニュース・メディア（アメリカがっしゅうこくのニュース・メディア）では、アメリカ合衆国の報道機関について記述する。
大衆に情報を提供するマス・メディアの中で、新聞、テレビ、ラジオ、インターネット等のメディアにおいてニュースを専門的に扱うものはアメリカ合衆国においてニュース・メディア（news media）と呼ばれる。
アメリカ合衆国では高度なニュース・メディアが発達しており、その評価も高い。

## 新聞
アメリカには数千の新聞社が存在する。国内全域で入手可能な新聞には、地方紙の最大手・ニューヨーク・タイムズと、2大全国紙とされているウォールストリート・ジャーナル、USAトゥデイなどがある。アメリカでは伝統的に全国紙よりも地方紙が好まれる。地方紙は紙面全ての記事を自社のみで作成するのは不可能であり、シンジケートと呼ばれる通信社から記事を購入する。シンジケートの代表例としては、ニューヨークタイムズ・ニューズ・サービス、トリビューン・メディア・サービス、ノース・スター・ライターズ・グループなどがある。シンジケートは一般の記事の他にも、社説、コラム、コミック・ストリップ（四コマ漫画）などを扱っており、優秀な書き手は獲得競争の対象となる。コラムの執筆者はシンジケーティッド・コラムニストと呼ばれる。コミック・ストリップ専門のシンジケートも多く存在する（例として「ピーナッツ」を配信したユナイテッド・フィーチャー・シンジケーツ）。
一般的な新聞の構成はニュース記事、論説、その他特集から成る。論説は新聞社の論説委員が執筆する無記名の社説と社外の学者、政治家などが名前入りで執筆するOp-edがある。特集には書評、映画評論、旅行ガイド、読者相談のほか、クロスワード・ゲーム、カートゥーンなども掲載される。
|    | 紙名                           | 本社所在地                   | 部数      | 経営会社                                   |
| -- | ------------------------------ | ---------------------------- | --------- | ------------------------------------------ |
| 1  | USAトゥデイ                    | ヴァージニア州マクリーン     | 1,621,091 | ガネット・カンパニー                       |
| 2  | ウォールストリート・ジャーナル | ニューヨーク州ニューヨーク   | 1,011,200 | ニューズ・コープ                           |
| 3  | ニューヨーク・タイムズ         | ニューヨーク州ニューヨーク   | 483,701   | ニューヨーク・タイムズ・カンパニー         |
| 4  | ニューヨーク・ポスト           | ニューヨーク州ニューヨーク   | 426,129   | ニューズ・コープ                           |
| 5  | ロサンゼルス・タイムズ         | カリフォルニア州ロサンゼルス | 417,936   | ナント・キャピタル                         |
| 6  | ワシントン・ポスト             | コロンビア特別区ワシントン   | 254,379   | ワシントン・ポスト・カンパニー             |
| 7  | スター・トリビューン           | ミネソタ州ミネアポリス       | 251,822   | スター トリビューン メディア カンパニー    |
| 8  | ニューズデイ                   | ニューヨーク州メルビル       | 251,473   | ニューズデイ メディア グループ             |
| 9  | シカゴ・トリビューン           | イリノイ州シカゴ             | 238,103   | トリビューン・カンパニー                   |
| 10 | ボストン・グローブ             | マサチューセッツ州ボストン   | 230,756   | ボストン・グローブ・メディア・パートナーズ |

## テレビ
ABC、CBS、NBCが伝統的に三大ネットワークとして知られており、それぞれニュース番組制作子会社を有している。近年ではPBS（準国営による公共放送）、FOX、CWテレビジョン・ネットワーク (CW)、MyNetworkTV (MNTV)、IONなどの新興ネットワークの影響力も増大している。1980年代からケーブルテレビと通信衛星を利用するCNN、FOXニュース、MSNBCなどニュース専門放送局が開局されるようになった。
平日と土曜日の午後7:00から11:00（東部時間、中部時間、山岳部時間、太平洋時間で共通）は最も視聴率が見込める時間帯であるプライム・タイムであり、三大ネットワークではいずれもニュース番組を設けて激しい視聴率獲得競争を展開している。PBSのニュース・アワーも硬派の報道姿勢で評価が高い。
- ABCワールド・ニュース（ABCニュース）
- CBSイブニング・ニュース（CBSニュース）
- NBCナイトリー・ニュース（NBCニュース）
- PBSニュース・アワー（PBS）

ケーブルテレビで視聴できる平日夜のニュース番組としては、CNN、BBCワールド・ニュース、FOXニュース、HLN、MSNBCのものなどがある。
- BBCワールド・ニュース・アメリカ（BBCワールド・ニュース）
- ザ・シチュエーション・ルーム（CNN）
- スペシャル・レポート（FOXニュース）
- プライム・ニュース（HLN）
- ハードボール（MSNBC）

比較的長期の取材をもとに社会問題を提起するニュース番組はTVニュース雑誌（television news magazine）と呼ばれ、多くの番組は週末に放送される。この種の番組の嚆矢となったのはCBSが1968年に放送開始した60 Minutesであり、数多くの賞を受賞するなど高い評価を得ると共に、ACニールセンの調査で1980年代から1990年代にかけての合計4年間で全局の全番組中で視聴率トップになるなど大きな成功を収めた。
- CBSニューズ・サンデー・モーニング
- デイトラインNBC
- 20/20 (ニュース番組)
- 60 Minutes
- 48アワーズ
- プライムタイム (ニュース番組)
- インサイド・エディション

## 雑誌
インターネットの台頭などにより、発行部数が落ちるなど経営問題を抱えるところも多い。以下は著名な雑誌を記載する。
- ニューズウィーク
- タイム
- USニューズ&ワールド・レポート

## インターネット
1990年代から既存メディアはそれぞれインターネットにウェブサイトを開設し、収益を上げるために必死になっている。広告を掲載して無料で閲覧させるものから閲覧を有料化するものなど様々である。ニューヨーク・タイムズは初期は無料で、その後はアーカイブのみ有料、その後は全て無料、そして最近は全面有料化と試行錯誤を繰り返している。部数は小規模ながらも良質の記事を掲載していると評価の高かったクリスチャン・サイエンス・モニターは発行部数の減少とインターネット版の閲覧数の増加から、2008年に紙面の印刷を止めインターネット新聞へ移行した。
既存メディアのバックグラウンドを有さないインターネット・ニュース・メディアとしてはドラッジ・レポート、ハフィントン・ポストなどがある。

## 資本関係
多くのニュース・メディアは、複数のメディアを有する親会社により経営されている。グループの頂点に立つ企業を「メディア・コングロマリット」と言う。

### コムキャスト
NBC、テレムンド、ユニバーサル・ピクチャーズ、フォーカス・フィーチャーズの他、26のテレビ局、MSNBC、ブラヴォー、サイ・ファイ・チャネルなどを所有している。

### ワーナーメディア
CNN、CW（CBSとの合弁事業）、HBO、シネマックス、カートゥーン・ネットワーク、TBS、TNT、マップクエスト、ムーヴィーフォウン、ネットスケープ、ワーナー・ブラザース・ピクチャーズ、キャッスル・ロック、ニュー・ライン・シネマなどを所有している。

### ウォルト・ディズニー・カンパニー
民間放送ネットワークのABCテレヴィジョン・ネットワーク、ディズニー・チャンネル、A&Eネットワークス、ヒストリーチャンネル、ナショナル・ジオグラフィック、FX、ライフタイム、ESPNなどのケーブル・ネットワーク、SOAPnet、227のラジオ局、タッチストーン・ピクチャーズ、ウォルト・ディズニー・ピクチャーズ、ピクサー・アニメーション・スタジオ、ディズニー・モバイル、20世紀フォックス、フォックス・サーチライト・ピクチャーズなどを所有している。かつて傘下であったミラマックスは2010年にフィルムヤード・ホールディングスに売却されている。

### ニューズ・コーポレーション
（旧）ニューズ・コーポレーションは2013年、テレビなど主に放送事業を手がける21世紀フォックス(後のフォックス・コーポレーション)と新聞・雑誌など主に出版関連事業を手がける新しく設立されたニューズ・コープに分社化された。以下は両社の傘下企業・所有資産等をまとめて記載する。
テレビ関連ではフォックス・ブロードキャスティング・カンパニー、フォックス・ビジネス・チャネルなどのテレビ局、またウォールストリート・ジャーナルやニューヨーク・ポストといった大手新聞、さらにTVガイドの雑誌社であるBarron’sとSmartMoney、出版社のハーパーコリンズなどを所有。スポーツ関連ではナショナルラグビーリーグを保有している。

### パラマウント・グローバル
民間放送ネットワークのCBS、CW(タイム・ワーナーとの合弁事業)、ショウタイム、MTV、ニコロデオン、VH1、BET、コメディー・セントラルといった放送チャンネル。パラマウント映画及びパラマウント・ホーム・エンタテインメント、インターネットビデオやゲームのアトム・エンターテインメント、本出版社のサイモン&シュースターを所有している。

## 公共メディア
公共放送サービス（PBS）はアメリカ合衆国政府の財政援助を受ける非営利の公共放送テレビ・ネットワークである。アメリカ国内において349の地方テレビ局を抱えている。1954年から1970年にかけて運営されていたNational Educational Televisionの後継として1969年に開局した。運営費用は政府援助と寄付により賄われている。PBSと同様に政府資金と寄付により運営されている公共ラジオ局としてはNational Public RadioとPublic Radio Internationalがある。PBS、NPRともに、運営費は政府補助より寄付の割合のほうが大きい。
イギリスのBBC、日本のNHKのように、視聴者から視聴料を徴収するシステムは存在しない。公共放送のニュースが大きな役割をはたしているヨーロッパや日本と異なり、アメリカのPBSとNPRがニュース・メディア全体に占める割合は比較的低い。

## 政治スペクトラム
アメリカ合衆国では各マスコミが政治的位置を鮮明にすることが許容されており、実際多くのメディアは政治的立場を公表している。